# Polystichum andersonii
Polystichum andersonii là một loài thực vật có mạch trong họ Dryopteridaceae. Loài này được Hopkins miêu tả khoa học đầu tiên năm 1913.